# 海軍協約
《海軍協約》（英語：The Adventure of the Naval Treaty）由英國小說家柯南·道爾所著，為福爾摩斯探案的56個短篇故事之一，收錄於《福爾摩斯回憶錄》。

## 故事簡介
珀西·費普斯（Percy Phelps）是英國外交部職員及外交大臣霍爾德赫斯特勳爵（Lord Holdhurst）的外甥，他奉命將一份關乎英國對外海軍政策的機密文件做一份副本。晚上下班後他繼續留在辦公室工作，怎料離開座位一下子，那份重要的外交文件就不見了，並構成機密外洩的危機，費普斯先生為此卧病在床一段日子，他稍為康復後就托人找福爾摩斯幫忙。福爾摩斯去到費普斯所休息的地方調查一番後，邀請了費普斯到倫敦協助調查，但自己失蹤了一整晚，翌日回來時卻找回了外交文件。原來是費普斯一位親人偷了文件希望變賣。

## 改編作品
- 英國電視劇《歇洛克·福爾摩斯》第一季第三集《海軍協約》[1]。
- 英國電視劇第一季第三集《偉大遊戲》有部分情節取材自《海軍協約》[2]。